# مسيرة الملح

غاندي أثناء مسيرة الملح

كانت مسيرة الملح، والمعروفة أيضًا باسم عصيان الملح ومسيرة داندي وعصيان داندي، عصيانًا مدنيًا لاعنفيًا شهدته مستعمرة الهند بقيادة موهانداس كرمشاند غاندي. استمرت المسيرة لأربع وعشرين يومًا بين 12 مارس من عام 1930 وحتى 6 أبريل من نفس العام، كحملة إجرائية مباشرة لمقاومة الضريبة، وكاحتجاج سلمي على الإجراءات البريطانية بالاحتكار المطلق للملح.
بدأ مهاتما غادي مسيرة الملح برفقة 80 شخصٍ من المتطوعين الموثوق بهم. مشى المشاركون في المسيرة لعشرة أميال في اليوم لمدة 24 يومًا، فبلغت المسافة الكلية التي قطعها المشاركون في المسيرة 240 ميلًا (384 كم)، من منطقة سابارماتي أشرم وحتى قرية داندي التي كان يُطلق عليها حينها اسم نافاساري (تقع الآن ضمن ولاية كجرات الهندية). تزايدت أعداد الهنود المشاركين في المسيرة على طول الطريق. أشعل غاندي، عند خرقه لقوانين الملح في الساعة 6:30 من صباح 6 أبريل عام 1930، عصيانًا مدنيًا واسع النطاق ضد قوانين الملح في الهند البريطانية، شارك فيه ملايين الهنود على مستوى البلاد.
بعد صناعة الملح عن طريق التبخير في بلدة ناندي، واصل غاندي مسيرته نحو الجنوب على طول الساحل، وصنع الملح وعقد اجتماعات على الطريق. خطط حزب المؤتمر لتنظيم عصيان في مصنع داراسانا للملح، الواقع على بعد 25 ميل إلى الجنوب من داندي. أُلقي القبض على غاندي في منتصف ليلة 4-5 من شهر مايو 1930، قبل أيام فقط من إطلاق النشاط المخطط له في داراسانا. لفتت مسيرة داندي مع عصيان دارسانا أنظار العالم إلى حركة الاستقلال الهندية من خلال التغطية الصحفية الواسعة لها. استمر العصيان ضد ضريبة الملح لمدة عام واحد تقريبًا، وانتهى بإطلاق سراح غاندي من السجن، وإطلاق مفاوضات مع نائب الملك، اللورد إيروين، في مؤتمر الطاولة المستديرة الثاني. سُجن ما يزيد عن 60 ألف هنديٍ للمشاركة في عصيان الملح. فشل العصيان على الرغم من ذلك، في إجبار البريطانيين على تقديم تنازلات كبيرة.
اعتمدت حملة عصيان الملح على مبادئ غاندي في الاحتجاجات السلمية التي يُطلق عليها اسم ساتياغراها والتي تترجم بشكل فضفاض على أنّها «قوة الحقيقة». تتكون كلمة ساتياغراها من كلمتين سنسكريتين، هما «ساتيا» التي تعني «الحقيقة»، و «أغراها» التي تعني «الإصرار». اختار المؤتمر الوطني الهندي، في أوائل عام 1930، العصيان (ساتياغراها) كتكتيك رئيسي لكسب السيادة الهندية وتحقيق والاستقلال عن الحكم البريطاني والتوصل إلى حكم ذاتي للبلاد، وعُيّن المهاتما غادي مُنظمًا للحملة. اختار غاندي قانون الملح البريطاني الصادر عام 1882 كهدف أولي للعصيان. أظهرت مسيرة الملح نحو داندي، وتعرض الشرطة البريطانية لمئات الهنود المتظاهرين السلميين بالضرب في دارسانا، وهو ما حظي بتغطية إعلامية واسعة على مستوى العالم، الاستخدامَ الفعال للعصيان المدني كأسلوب من أساليب محاربة الظلم الاجتماعي والسياسي. كان لتعاليم العصيان التي وضعها غاندي، إضافة إلى المسيرة نحو داندي، تأثير كبير على النشطاء الأمريكيين مارتن لوثر كينغ جونيور، وجيمس بيفل وغيرهم، وكانت دافعًا لهم لإطلاق حركة الحقوق المدنية لتحصيل الحقوق القانونية للأمريكيين الأفارقة وغيرهم من الأقليات الأخرى في ستينيات القرن العشرين. كانت مسيرة الملح أهم تحدٍ منظم للسلطة البريطانية منذ حركة عدم التعاون التي انطلقت في 1 أغسطس من عام 1920، واستمرت حتى عام 1922، وتلت إعلانَ بورنا سواراج (إعلان استقلال الهند) للسيادة والحكم الذاتي الصادر عن المؤتمر الوطني الهندي في 26 يناير من عام 1930. حظيت المسيرة باهتمامٍ عالمي، وهو ما أعطى حركة الاستقلال الهندية دافعًا للاستمرار، وبدأت بعدها حركة العصيان المدني على مستوى البلاد.

## إعلان السيادة والحكم الذاتي
رفع المؤتمر الوطني الهندي في منتصف ليل 31 ديسمبر من عام 1929، علم الهند ذو الألوان الثلاثة على ضفاف نهر رافي في مدينة لاهور. في 26 يناير من عام 1930، أصدر المؤتمر الوطني الهندي، بقيادة مهاتما غاندي وجواهر لال نهرو، إعلان السيادة والحكم الذاتي، (أو ما يسمّى باللعة السنسكريتية بـ «بورنا سواراج»، فكلمة «بورنا» تعني الكامل، وكلمة «سوا» تعني ذاتي، بينما تشير كلمة «راج» باللغة السنسكريتية إلى الحكم، مما يجعل المعنى الكامل لمصطلح برونا سواراج هو «حكم ذاتي كامل»). تضمن الإعلان الاستعداد للامتناع عن فرض الضرائب، والبيان التالي: 
نعتقد أنّه من حق الشعب الهندي، كغيره من شعوب العالم، أن يتمتع بالحرية وبثمار تعبه ومن حقه أنو تُؤمن له ضروريات الحياة، حتى يتمكن من الحصول على فرص نمو كاملة. ونعتقد أيضًا بأن للشعب الحق في تغيير الحكومة أو عزلها في حال حرمته من هذه الحقوق وقمعته. لم تحرم الحكومة البريطانية في الهند الشعبَ الهندي من حريته فحسب، بل اعتمدت على استغلال الجماهير، ودمرت الهند اقتصاديًا وسياسيًا وثقافيًا وروحيًا. لذلك، نؤمن بوجوب قطع الهند لاتصالها ببريطانيا، وتحقيق البورنا سواراج أو الحكم الذاتي الكامل والسيادة الكاملة.
أعطت الهيئة العاملة في المؤتمر الوطني الهندي، غاندي مسؤولية تنظيم أول قانون حول العصيان المدني، مع استعداد الهيئة التشريعية لتولي المسؤولية في حال تعرّض غاندي للاعتقال. كانت خطة غاندي عند بدئه للعصيان المدني تهدف لإبطال ضريبة الملح البريطانية. أعطى قانون الملح الصادر عام 1882 البريطانيين الحق في احتكار جمع وتصنيع الملح، ما أدى إلى الحد من التعامل مع مستودعات الملح الحكومية وفرض ضريبة على الملح. كان انتهاك قانون الملح جريمة جنائية يعاقب عليها القانون. اضطر الهنود إلى شراء الملح من الحكومة الاستعمارية، على الرغم من توافره مجانًا لسكان المناطق الساحلية (إذ كان بإمكانهم الحصول عليه من تبخر مياه البحر).

## اختيار الملح كسبب للاحتجاج
في بادئ الأمر، قوبل اختيار غاندي لضريبة الملح كسبب لإشعال الاحتجاجات باستحسان من قبل لجنة العمل في الهيئة التشريعية، كان كل من جواهر لال نهرو، وديبيالوشان ساهو مترددين حول هذا الخيار، اقترح سردار بيتل مقاطعة إيرادات الأراضي الزراعية بدلًا من العصيان المدني. كتبت صحيفة ذات ستيتس مان المرموقة، عن اخيتار الملح: «من الصعب أن تمنع ضحكتك، ونتوقع أن يكون هذا أيضًا موقف معظم المفكرين الهنود».

لم تشعر المؤسسات البريطانية بالانزعاج من خطط المقاومة ضد ضريبة الملح. لم يأخذ نائب الملك، اللورد إيروين، تهديدات الاحتجاج على محمل الجد، وأرسل رسالة إلى لندن كان فحواها: «في الوقت الحاضر، لا تقلقني حملة الملح للدرجة التي تبقيني مستيقظًا طوال الليل». كان لغاندي أسباب وجيهة لاتخاذه هذا القرار. يمكن أن يتردد صدى منتج يستخدمه الهنود بجميع فئاتهم بشكل يومي كالملح، بشكل أكبر بكثير من صدى المطالبة المجردة بتحصيل حقوق سياسيّة أكبر. كانت ضريبة الملح تمثل 8.2% من العائدات الإجمالية لضرائب الهند البريطانية وتلحق الضرر الأكبر بأشدّ فئات الشعب الهندي فقرًا. شرح غاندي اختياره للملح بالقول: «بجانب الهواء والماء، من الممكن أن يكون الملح هو أكبر ضرورة حياتية». فهم رجل الدولة البارز في الكونغرس، والحاكم العام اللاحق للهند، شاكرافارتي راجاغوبالاتشاري، وجهة نظر غاندي، على عكس زعماء الدولة الآخرين. وقال في اجتماع عام في مدينة توتيكورين: 
لنفترض قيام الشعب بثورة. من غير الممكن لهم أن يهاجموا الدستور المطلق، أو أن يقودوا جيشًا ضد القوانين والتشريعات... يجب أن يُوجه العصيان المدني ضد ضريبة الملح، أو ضد ضريبة الأرض، أو ضد أي نقطة محددة أخرى- وليس ذلك، هذا هو حدنا النهائي، ولكن في الوقت الحاضر، هذا هو هدفنا وعلينا أن ننطلق إليه مباشرة.  

## اللا عنف
كانت مسيرة الملح إحدى حملات اللا عنف احتجاجا على ضريبة الملح البريطانية في الهند البريطانية لتبدأ  مسيرة الملح إلى داندي  في 12 مارس عام 1930. كانت المسيرة أكبر تحد لسلطة الاحتلال البريطاني منذ حركة عدم التعاون والتي استمرت منذ 1920 حتى 1922، وإعلان الاستقلال من جانب المؤتمر الوطني الهندي في 31 ديسمبر 1929.
قامت مسيرة الملح على مبادئ غاندي الاحتجاج باللا عنف (الساتياجراها)، التي تعني «قوة الحقيقة». (حرفيا، هي كلمة سنسكريتية من مقطعين satya، «الحقيقة»، وAagraha «طلب») وهي المبادئ التي اختارها المؤتمر الوطني الهندي في أوائل عام 1930، كطريقة مثلى نحو استقلال الهند عن الحكم البريطاني وعين غاندي لتنظيم تلك الحملة. اختار غاندي قوانين الملح البريطانية لعام 1882 كهدف أول للساتياجراها.
قاد غاندي المسيرة إلى داندي من «سبارماتى أشرام» إلى «داندي» لإنتاج الملح دون دفع الضريبة، وعلى طول الطريق انضم إلى مسيرته العديد من الهنود. عندما خالف غاندي قوانين الملح في داندي في 6 إبريل عام 1930، أثار ذلك على نطاق واسع حالة من العصيان المدني ضد قوانين الملح البريطانية من قبل الملايين من الهنود.

## نتائج المسيرة
- اعتقل غاندي في 5 مايو 1930، قبل أيام من «أحداث داراسانا». لفتت مسيرة داندي و«أحداث داراسانا» انتباه العالم إلى حركة استقلال الهند من خلال التغطية الصحفية الواسعة النطاق للأحداث. استمرت المقاومة ضد ضريبة الملح لمدة سنة تقريبا، وانتهت مع إطلاق سراح غاندي من السجن، ومفاوضات المائدة المستديرة الثانية مع الحاكم البريطاني اللورد إيروين.[14] أكثر من 80,000 هندي سجنوا نتيجة مقاومة قوانين الملح.[15]
- كان لتلك الحملة تأثيراً كبيراً على تغيير العالم والموقف البريطاني نحو قضية استقلال الهند [16][17] كما شجعت أعداد كبيرة من الهنود على المشاركة النشطة في المعركة للمرة الأولى. ومع ذلك، فإنها لم تسفر عن تقديم تنازلات كبيرة من جانب البريطانيين.[18]
- كانت لمبادئ الساتياجراها ومسيرة الملح، أكبر الأثر على الناشط الأمريكي مارتن لوثر كنغ، وكفاحه من أجل الحقوق المدنية للسود والأقليات الأخرى في الستينات.[19]
- كانت مسيرة الملح، وتعرض مئات المحتجين سلميا للضرب على أيدي الشرطة البريطانية خلال «أحداث داراسانا»، اللتان تم تغطيتهما أخبارياً في جميع أنحاء العالم، أكبر برهان على فعالية استخدام العصيان المدني كأسلوب لمحاربة الظلم الاجتماعي والسياسي.[20]